# 艾迪塔·葛貝洛娃

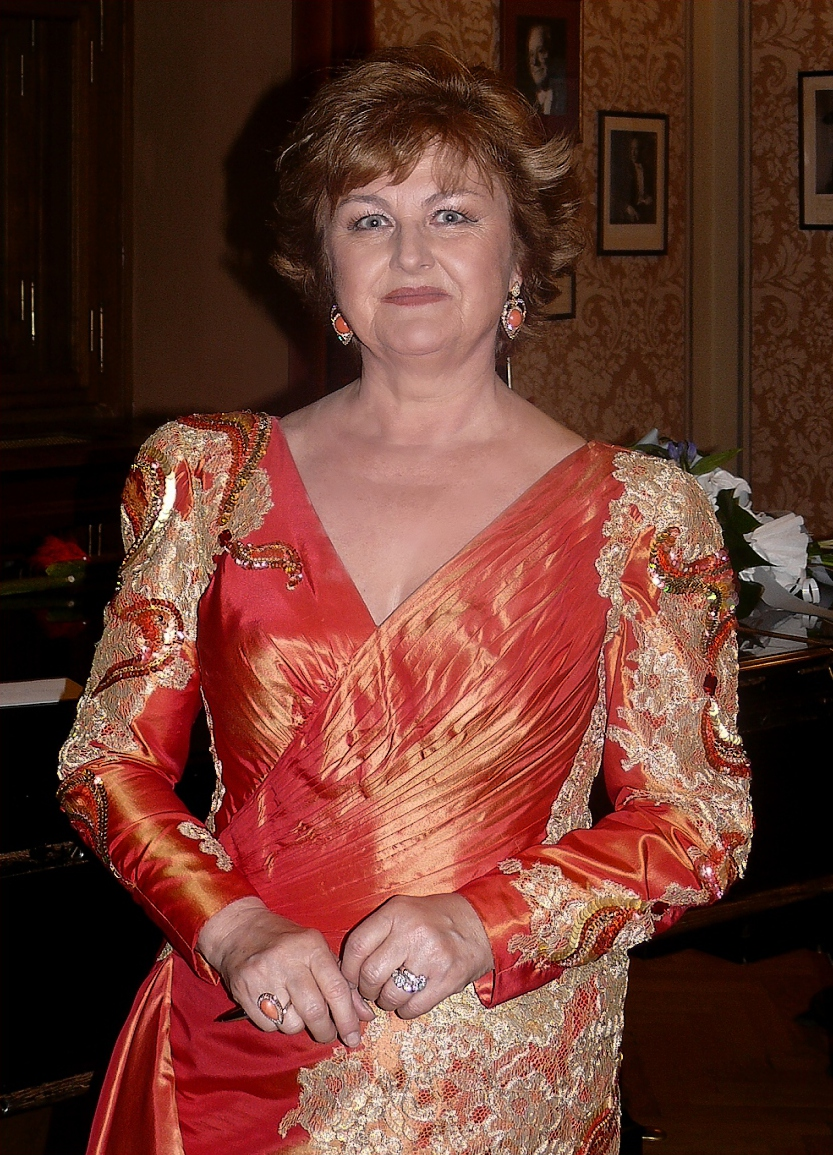
艾迪塔·葛貝洛娃

艾迪塔·葛貝洛娃（斯洛伐克語：[ˈedita ˈɡruberoʋaː]，1946年12月23日—2021年10月18日），斯洛伐克女高音歌劇演唱家，20-21世纪最伟大的戏剧性花腔女高音，有着“至尊女高音”、“美声女皇”、“花腔女皇”、“极致技术大师”和“欧洲夜莺”之美誉。她那优美、清晰、强而有力的戏剧性嗓音、极具辨析度的钻石特质的音色、超强的高音和超高音能力及持久力、标志性的弱音高弱音能力，以及她对曲目的精湛理解和个性化诠释，是她成為莫札特系列歌剧（尤其是《魔笛》中夜后），以及斯特劳斯歌剧（比如《泽贝涅塔》）的完美的诠释者。葛贝洛娃是近半个世纪以来对德奥歌剧的最权威诠释者之一，为此她还当选为斯特劳斯艺术协会的名誉主席，这是历史上第一次由歌剧演员当选，是一个巨大的荣耀。在她艺术生涯中，葛贝洛娃通過出演重要的美聲歌劇中的主角，取得巨大的突破，成为近百年来现代美声曲目跨世纪的最权威代表人物之一。权威音乐评论家Joachim Kaiser称葛贝洛娃为“世界上最著名的花腔女高音”、“她的声音已经达到了人类的某种极限”。Jurgen von Kesting则认为，葛贝洛娃的存在是一个“异数”，她是属于19世纪那些璀璨的至尊女高音(Assoluta) 行列。

## 生平
葛貝洛娃出生於斯洛伐克布拉迪斯拉發，母親是匈牙利人，而父親是德國人後裔。斯洛伐克語是葛貝洛娃的母語。她最初在布拉迪斯拉發音樂學院就讀，師從瑪麗亞·梅德韋茨卡 (Mária Medvecká)。其後他轉到布拉迪斯拉發演藝學院(VŠMU)繼續深造。求學期間，她一直是當地著名民歌樂隊「Lúčnica」的主唱歌手，更有幾次機會登上斯洛伐克國家劇院的舞台。
1968年，葛貝洛娃首次登台，在布拉迪斯拉發出演《塞維利亞的理髮師》中的羅西娜。1968年，葛貝洛娃在法國圖盧茲贏得一次歌唱大賽後，便被分配到班斯卡·比斯特理察的J. G. 塔約伏斯基劇院擔任歌劇獨唱家直至1970年。由於當時捷克斯洛伐克共產政權實施的「正常體制」，令斯洛伐克與非共產國家的邊界一直關閉。梅德維卡暗地裡為葛貝洛娃在1969年夏天安排了一次面試，過後維也納國立歌劇院隨即表示要聘用葛貝洛娃。翌年2月7日，葛貝洛娃迎來事業的突破，在維也納國立歌劇院首次登台，主唱莫札特《魔笛》中的夜后。葛貝洛娃同時決定移民到西方。其後，葛貝洛娃一直留在維也納當獨唱家，且常會被邀請到世界各大歌劇院獻唱，特別是各個花腔角色。
1974年，葛貝洛娃首次在格林德伯恩音樂節首次登台，1977年首次登上大都會歌劇院的舞台，皆是扮演夜后。1977年首次現身薩爾茨堡音樂節，出演卡拉揚指揮下，威爾第《唐·卡洛》中的王后侍女。1981年，她在让-皮埃尔·波内勒執導的電影版《弄臣》中，和盧奇亞諾·帕瓦羅蒂共同擔綱。1984年，以飾演贝利尼《卡普雷特和蒙太奇》中的茱莉葉，作為自己在倫敦皇家歌劇院的首演。而她出演的《弄臣》、《阿里阿德涅在纳索斯岛》中的澤賓內塔、《茶花女》、《拉美莫爾的露契亞》、《後宮誘逃》、《玛侬》和《化妝舞會》中的奧斯卡備受好評。
而葛貝洛娃的其他重要角色包括，莫札特《唐·喬望尼》中的唐娜·安娜；多尼采蒂《聯隊之花》中的瑪莉和《羅伯托·德弗羅》中的伊莉莎白女王和羅西尼《賽密拉米德》，還有最近的新嘗試──贝利尼的《诺尔玛》。
葛貝洛娃留下不少錄音，尤其以多尼采蒂的都鐸女王歌劇系列和美聲歌劇作品的錄音而著名。部分葛貝洛娃的演出可見於DVD影碟，如《弄臣》、《玛侬》、《诺尔玛》和《羅伯托·德弗羅》。
2019年三月葛貝洛娃正式以歌劇《羅伯托·德弗羅》在德國巴伐利亞國家歌劇院告別了歌劇舞台,並展開了告別演唱會,於同年的十二月葛貝洛娃於德國盖斯特霍芬舉行了人生中最後一場獨唱會。葛貝洛娃原本於2020年仍有一系列演出計畫,因COVID-19肆虐,無奈以74歲高齡宣布結束51年的輝煌演出生涯。
葛貝洛娃于2021年10月18日在苏黎世逝世，享年74岁。

## 外部連結
- 爱狄塔·格鲁贝罗娃在互联网电影资料库（IMDb）上的資料（英文）
- 格鲁贝罗娃非官方網站 （页面存档备份，存于）
- 格鲁贝罗娃圖片集 （页面存档备份，存于）
- 格鲁贝罗娃歌迷網
- 格鲁贝罗娃演唱《魔笛》夜后詠嘆調 （页面存档备份，存于）
- 巴伐利亞國立歌劇院網站，提供有格鲁贝罗娃的表演片段 （页面存档备份，存于）